# Dieter Richard
Dieter Richard (* 21. April 1952) ist ein ehemaliger deutscher Fußballspieler und -trainer.

## Spielerkarriere
Richard, aus dem sauerländischen Cobbenrode stammend, spielte in seiner Jugendzeit für den FC Cobbenrode. Nach einem mit 1:6 verlorenen Spiel gegen die Jugendmannschaft der Sportfreunde Siegen im Jahr 1968, wurden Vertreter des Siegener Vereins auf ihn aufmerksam und machten ihm – über seinen Vater – einen Wechsel nach Siegen schmackhaft. Die bei einer Tante in Rheydt verbrachten Sommerferien nutzte er, um beim Rheydter Spielverein sein Training fortzusetzen. Nach erfolgtem Schriftwechsel zwischen dem FC Cobbenrode und dem Rheydter Spielverein, spielte er zunächst für die Jugendmannschaft, mit 18 Jahren für die erste Mannschaft in der seinerzeit höchsten Amateurklasse. 
Von 1974 bis 1977 war er Lizenzspieler der SG Wattenscheid 09. In der seinerzeit zweigleisigen 2. Bundesliga bestritt er 32 Punktspiele, in denen er drei Tore erzielte. Sein Debüt gab er am 10. August 1974 (2. Spieltag) beim 2:2-Unentschieden im Heimspiel gegen den TSR Olympia Wilhelmshaven; sein erstes Ligator erzielte er am 10. November 1974 (14. Spieltag) beim 4:0-Sieg im Heimspiel gegen Preußen Münster mit dem Treffer zum 3:0 in der 84. Minute. Des Weiteren bestritt er in seinen ersten beiden Saisons jeweils ein Spiel im DFB-Pokal-Wettbewerb. Sein letztes Punktspiel für die Wattenscheider bestritt er am 21. Mai 1977 (38. Spieltag) bei der 0:4-Niederlage im Auswärtsspiel gegen den FC Bayer 05 Uerdingen.
Nach seiner Zeit als Profi-Fußballer spielte er in Thülen für den dort ansässigen Sportverein, mit dem er 1984 die regionale Meisterschaft unter Trainer Berni Richard, seinem Bruder gewann.

## Trainerkarriere
Nachdem er von Mai 1985 bis Mai 1992 in Grevenbrück die Mannschaft des dort ansässigen Sportvereins Rot-Weiß Lennestadt Grevenbrück trainiert hatte, nahm er im Jahr 1994 das Angebot an, die Frauenfußballabteilung des TSV Siegen als Cheftrainer zu übernehmen. Unter ihm konnte die errungene Deutsche Meisterschaft aus der Vorsaison nicht verteidigt werden; in der Gruppe Nord der seinerzeit zweigleisigen Bundesliga belegte seine Mannschaft den dritten Platz. Im Pokalwettbewerb führte er seine Mannschaft ins Finale; die am 24. Juni 1995 im Olympiastadion Berlin vor 25.000 Zuschauern – als Vorspiel zum Männerfinale – ausgetragene Begegnung wurde mit 1:3 gegen den FSV Frankfurt verloren. Gegen diese Mannschaft wurde am 5. August 1995 der von 1992 bis 1997 ausgetragene Wettbewerb um den DFB-Supercup im Düsseldorfer Rheinstadion mit 0:4 verloren.  
Die Folgesaison wurde als Zweitplatzierter abgeschlossen, die damit verbundene Teilnahme an der Endrunde um die Deutsche Meisterschaft als Sieger. Im Frankfurter Stadion am Brentanobad wurde am 2. Juni 1996 vor 3.100 Zuschauern die SG Praunheim mit 1:0 bezwungen. Des Weiteren drang seine Mannschaft jeweils bis ins Finale um den DFB-Hallenpokal am 3. Februar und um den DFB-Supercup am 4. September 1996 ein; die Sieger hießen FC Rumeln-Kaldenhausen mit 3:2 und FSV Frankfurt mit 4:0.
Er blieb als Trainer bis 1999 in Siegen auch nach der Übernahme der Frauenfußballabteilung durch die Sportfreunde Siegen; ihm folgte dann die ehemalige Vereinsspielerin Claudia Klein.
Im Verlauf seiner Trainertätigkeit war er auch in Schmallenberg aktiv. Mit dem SV Schmallenberg/Fredeburg gewann er am Saisonende 2008/09 die Meisterschaft in der Bezirksliga Westfalen, die dann zwei Saisons in der Landesliga Westfalen spielte.

## Erfolge
- Deutscher Meister 1996
- DFB-Pokal-Finalist 1995
- DFB-Supercup-Finalist 1995, 1996
- DFB-Hallenpokal-Finalist 1996